# Long Shot – Unwahrscheinlich, aber nicht unmöglich
Long Shot – Unwahrscheinlich, aber nicht unmöglich (Originaltitel Long Shot) ist eine Liebeskomödie von Jonathan Levine, die am 9. März 2019 beim South by Southwest Film Festival ihre Premiere feierte und am 3. Mai 2019 in die US-Kinos kam. Der Kinostart in Deutschland erfolgte am 20. Juni 2019.

## Handlung
US-Präsident Chambers offenbart Außenministerin Charlotte Field, dass er nicht für eine zweite Amtszeit kandidieren wolle. Charlotte legt ihm nahe, sie selbst als seine Nachfolgerin vorzuschlagen.
Der idealistische Journalist Fred Flarsky erfährt derweil, dass sein Verlag soeben von Wembley Media gekauft wurde und kündigt umgehend, obwohl er pleite ist. Um ihn aufzumuntern, nimmt sein bester Freund Lance ihn auf eine Wohltätigkeitsgala mit. Dort kommt er ins Gespräch mit Charlotte, da die beiden in der Kindheit Nachbarn waren. Die drei Jahre ältere Charlotte war auch seine Babysitterin. Mit dreizehn gab er ihr überraschend einen Kuss, was in einem peinlichen Moment endete.
Charlotte braucht für ihre Umweltkampagne, die sie als Sprungbrett für ihre Präsidentschaftskandidatur nutzen will, noch einen Redenschreiber. Gegen die Empfehlung ihrer Assistentin Maggie fällt ihre Wahl auf Fred, weil ihr sein Schreibstil gefällt. Das Team um Charlotte reist in verschiedene Länder, um für möglichst viele Unterstützer zu werben. Dabei lernen sich Charlotte und Fred immer näher kennen und entdecken ihre Gemeinsamkeiten. Auf den Philippinen geraten beide in einen Schusswechsel zwischen Rebellen und der Armee. In einem Schutzkeller küssen sie sich. Daraufhin werden sie per Helikopter in eine Hotelanlage an einem unbekannten Strand evakuiert. Unter dem Vorwand, dass Charlotte mit Fred an der nächsten Rede arbeiten müsse, schlafen beide miteinander.
Chambers übt Druck auf Charlotte aus, den Teil „über die Bäume“ aus ihrer Kampagne zu streichen. Frustriert geht sie mit Fred in einen Club, wo sie sich betrinken und Mollys nehmen. Während beide ihren Trip genießen, wird sie für einen außenpolitischen Notfall benötigt. Völlig zugedröhnt gelingt es ihr, den Konflikt zu lösen. Ihren Erfolg nutzt sie in einem TV-Interview, um zu behaupten, der Präsident würde ihre Kampagne in allen Punkten unterstützen.
Chambers konfrontiert Charlotte überraschend mit dem Unternehmer Parker Wembley, der sich als die treibende Kraft gegen Charlottes Kampagne zu erkennen gibt. Dieser erpresst sie mit illegalen Video-Aufnahmen, die Fred beim Onanieren zeigen, damit sie „die Bäume“ aus ihrer Kampagnen entfernt. Fred ist entrüstet, macht Charlotte aber klar, dass ihm die mögliche Veröffentlichung gleichgültig sei – Hauptsache, sie können ihre Beziehung fortführen.
In der Rede, in der Charlotte ihre Präsidentschafts-Kandidatur ankündigt, hält sie sich nicht an den Inhalt ihrer ursprünglichen Kampagne, distanziert sich von Chambers und Wembley, und bekennt sich zu ihrer Beziehung zu Fred. Am Ende wird Charlotte als erste Präsidentin der Vereinigten Staaten von Amerika vereidigt, Fred wird ihr „First Mister“.

## Produktion

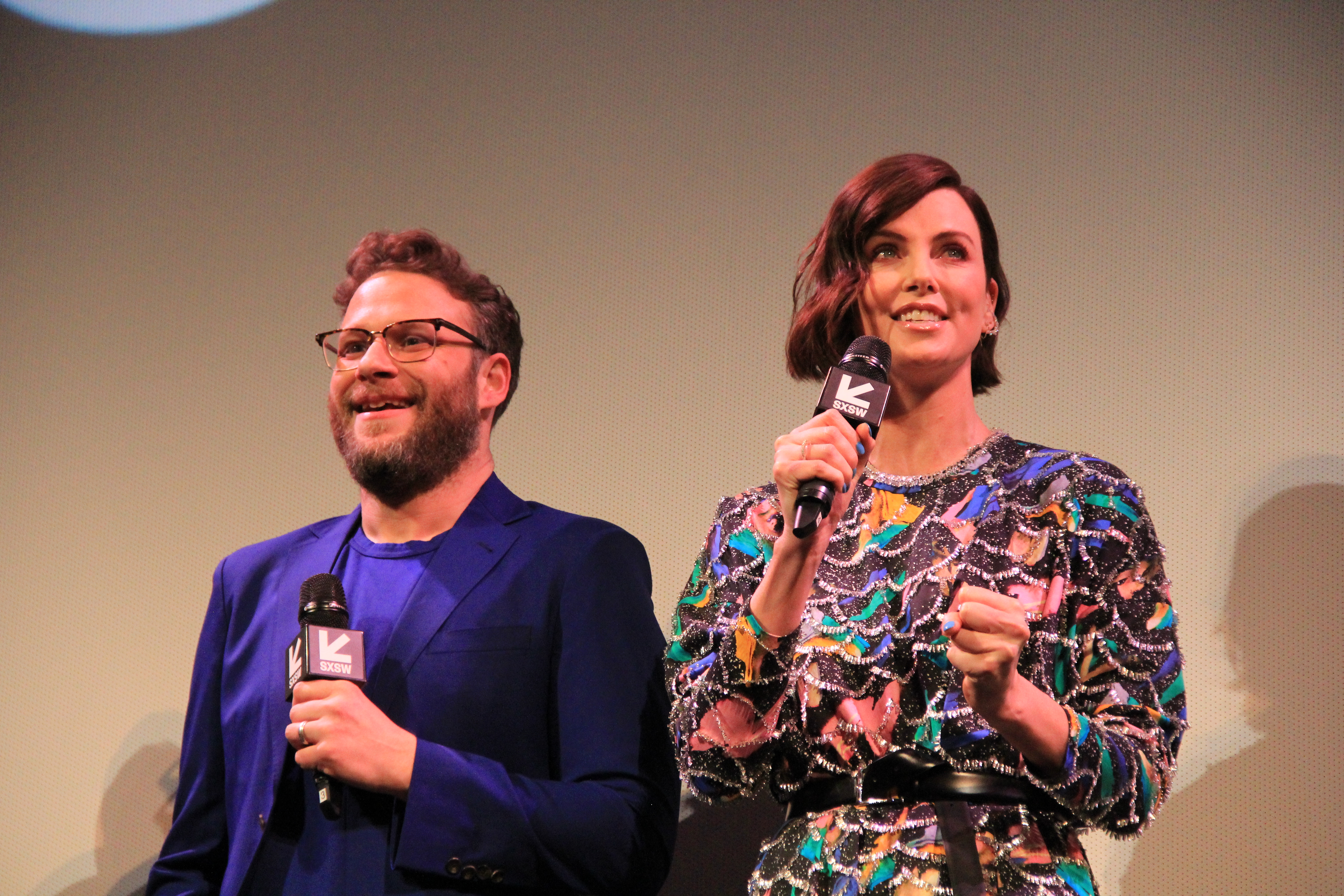
Seth Rogen und Charlize Theron bei der Premiere des Films beim South by Southwest Film Festival

Regie führte Jonathan Levine. Das Drehbuch schrieben Liz Hannah und Dan Sterling. Charlize Theron übernahm die Rolle der US-Außenministerin Charlotte Field. Seth Rogen spielt ihren neuen Redenschreiber Fred Flarsky.
Die deutsche Synchronisation entstand nach einem Dialogbuch und der Dialogregie von Pierre Peters-Arnolds im Auftrag der Cinephon.
Die Filmmusik komponierten Marco Beltrami und Miles Hankins. Der Soundtrack, der insgesamt 18 Musikstücke umfasst, wurde im Mai 2019 von Lionsgate Records als Download veröffentlicht.
Im Februar 2019 wurde ein erster Trailer vorgestellt. Die Weltpremiere war am 9. März 2019 beim South by Southwest Film Festival. Am 3. Mai 2019 brachte Lionsgate den Film in die US-Kinos. Ein Kinostart in Deutschland und Österreich erfolgte durch den Vertrieb von Studiocanal am 20. Juni 2019.

## Rezeption

### Kritiken und Einspielergebnis
Der Film stieß bislang auf die Zustimmung von 81 Prozent aller Kritiker bei Rotten Tomatoes und erreichte hierbei eine durchschnittliche Bewertung von 7,1 der möglichen 10 Punkte.
Anke Westphal schreibt in epd Film, Regisseur Jonathan Levine verstehe es, feine Spitzen in geschliffenen Dialogen mit einer gewissen, meist sexuell konnotierten Explizitheit zu verbinden, ohne in dumpfes Schenkelklopfertum zu verfallen. Der interessanteste Clou im Drehbuch von Liz Hannah und Dan Sterling sei der Wechsel von Rollen und Geschlechterstereotypen: „Während Charlotte im traditionellen Verständnis ‚männlich‘ agiert (‚Bin ich emotional, nennt man mich schwach!‘) und sich auch beim Sex dominant verhält, weist Fred viele sogenannte weibliche Eigenschaften auf: Er ist sehr ängstlich und weiß sich gut zurückzunehmen.“ Dass diese RomCom keine Kino-Fließbandware ist, zeige auch die erste Liebesszene, in der mit Körperkomik und Klimaxparodie die herkömmliche romantische Inszenierung am exotischen Ort konterkariert werde. Auch eine Parodie auf die maskulinen Stereotypen des Actionkinos erkennt Westphal, und während das Stilgefälle zwischen Charlotte und Fred noch viel Anlass zur Heiterkeit gebe, erweise sich das Statusgefälle indes als ernst zu nehmende Schwierigkeit. Westphal resümiert, Long Shot führe seine Figuren nie vor und präsentiere ein herrlich utopisches Amerika, in dem Männer neidlos in der zweiten Reihe stünden, Wähler rückhaltlose Ehrlichkeit schätzten und Frauen alles haben dürften: „eine tolle Karriere und Liebe“.
Im Spiegel stellte Wolfgang Höbel fest, der Film schildere eine Zukunftswelt, in der die souveräne Überlegenheit der Frauen über die Männer so selbstverständlich und allgemein akzeptiert sei, dass offensichtlich alle damit glücklich seien: „Noch mag dieser Film ein Märchen erzählen. Er tut es mit umwerfendem Charme.“
Bettina Dunkel verglich den Film in ihrer Rezension für BR24 mit Notting Hill. Im Gegensatz zu der 90er-Jahre-RomCom schreibe er jedoch die Romantik klein und die komischen Aspekte überdimensioniert groß: „Eine Taktik, die funktioniert. Überraschend gut sogar.“
Die weltweiten Einnahmen aus Kinovorführungen belaufen sich auf knapp 53,9 Millionen US-Dollar. In Deutschland verzeichnet er bisher 131.984 Besucher.

### Auszeichnungen
Hollywood Critics Association Awards 2020
- Nominierung als Beste Komödie oder bestes Musical[12]